# 나비박쥐
나비박쥐(Glauconycteris variegata)는 애기박쥐과에 속하는 박쥐의 일종이다. 잎날개박쥐 또는 알락나비박쥐로도 불린다. 현재 멸종위기종은 아니지만 일부 분포 지역에서 서식지 감소로 멸종 위협을 받고 있다.

## 특징
나비박쥐는 상대적으로 작은 박쥐로 몸길이 10cm, 꼬리 길이 4.7cm이고, 몸무게는 약 11g이다. 암컷의 평균 날개 폭은 32cm로 일반적인 수컷의 날개 폭 31cm와 비교하여 약간 크다.
몸은 아주 다양한 색깔의 길고 부드러운 털로 덮여 있지만, 주로 누르스름하거나 연한 회색을 띠며 일부 근연종에서 발견되는 독특한 무늬는 보이지 않는다. 하체는 희거나 아주 연한 회색을 띠고, 얼굴과 귀는 갈색이다. 비막에도 군데군데 털로 덮여 있고, 진한 시맥의 독특한 그물 무늬를 갖고 있어서 얼룩나비박쥐라는 통용명으로도 불린다.
반구형 머리와 콧구멍 사이에 깊은 주름을 가진 짧은 주둥이를 갖고 있으다. 아랫 입술은 크고 여러겹으로 두툼하지만 윗입술은 일부 다른 박쥐들에게 나타나는 주름이 없이 단순한 형태를 띤다. 귀는 비교적 짧으며 작은 이주를 갖고 있다.
길고 좁은 형태의 날개를 갖고 있어서 재빨리 날 수 있는 것으로 추정하고 있지만 빠른 속도의 비행에는 효과적이지 않다. 먹이를 구할 때 측정된 비행 속도는 4m/s이다.

## 분포
나비박쥐는 사하라 사막 남쪽의 해발 고도 최대 1000m 높이까지 지역의 많은 숲과 사바나 지역, 덤불 서식지에서 발견된다. 서쪽의 세네갈부터 동쪽으로 에티오피아 남부 지역과 소말리아까지 이어지는 좁고 긴 띠 형태의 지역에서 발견되며, 먼 남쪽의 나미비아 북부와 짐바브웨 그리고 남아프리카공화국의 열대 우림 바깥의 아프리카 남부와 동부의 대부분의 지역에서 발견된다.